# آرثر سانت نورمان
آرثر سانت نورمان (بالإنجليزية: Arthur St. Norman)‏ هو عداء مراثوني جنوب أفريقي، ولد في 20 أكتوبر 1878 في برايتون في المملكة المتحدة، وتوفي في 18 مايو 1956 في جوهانسبرغ في جنوب أفريقيا.

## وصلات خارجية
- آرثر سانت نورمان على موقع أوليمبيديا (الإنجليزية)